# 杨诚 (元朝)
杨诚（?—?），元朝大臣，元顺帝时中书平章政事。
元末杨诚据蔚州起兵反元。至正二十年（1360年），被元朝将领孛罗帖木儿击败，去依附红巾军田丰，据守东昌（今山东省聊城市）。至正二十一年（1361年），被元朝将领察罕帖木儿招降。至正二十七年（1367年），杨诚以中书平章政事守备山东。